# Sini (Włochy)
Sini – miejscowość i gmina we Włoszech, w regionie Sardynia, w prowincji Oristano.
Według danych na rok 2004 gminę zamieszkiwało 597 osób, 74,6 os./km². Graniczy z Baradili, Genoni, Genuri i Gonnosnò.